# Crocs
Pour les articles homonymes, voir Croc.
Crocs Inc. est une entreprise américaine de fabrication de chaussures créée en 2002 et, par extension, un type de chaussures.
La société est cotée en bourse.

## Activité

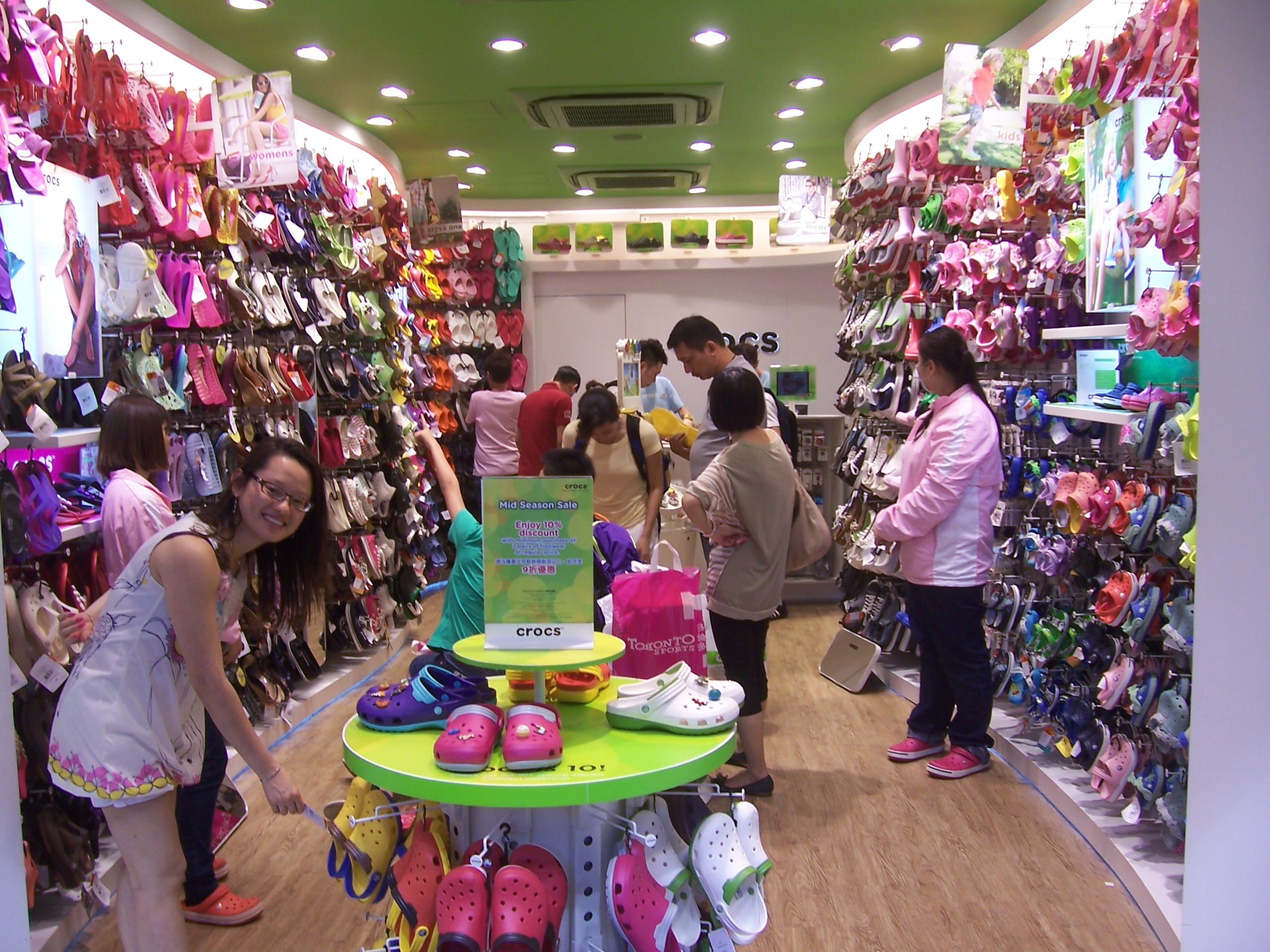
Magasin Crocs à Hong Kong. L'engouement pour les chaussures légères en Asie est important.

Les chaussures Crocs sont faites en matière plastique (une mousse d'éthylène-acétate de vinyle) et sont originellement conçues pour être portées à la plage ou en bateau.
Elles ont été inventées par les Québécois Marie-Claude de Billy et Andrew Reddyhoff, ingénieurs en chimie. C’est en retournant sur le sol natal de sa femme après un long séjour aux États-Unis, que l’homme décide d’expérimenter un composite de son invention. En 2003, ils décident de vendre leur invention à des intérêts américains après avoir rencontré les acheteurs dans une foire commerciale au Colorado. En 2013, après une période de finances difficile, pour essayer de la faire sortir d'une mauvaise posture, le rachat de la marque fut tenté par Blackstone.
Depuis, ces chaussures ont connu un grand succès au-delà de ces activités et elles sont désormais portées dans toutes sortes d'activités quotidiennes. Les enfants, notamment, ont été largement séduits par les couleurs vives des modèles et la simplicité des formes. Malgré l'aspect enfantin du produit, cette mode s'est ensuite étendue aux adultes et ces chaussures sont désormais portées par des vedettes du cinéma, de télévision ou encore par George W. Bush, Roselyne Bachelot ou le prince Albert II de Monaco.
Crocs a notamment fait plusieurs collaborations avec des artistes, dont Justin Bieber, Balenciaga . Crocs a aussi fait 5 collaborations avec Post Malone. Le prix de la chaussure, avant qu'elle ne soit en rupture de stock, s'affichait à 59.99$ américains.
En décembre 2021, Crocs annonce l'acquisition de Heydude, une entreprise italienne de chaussures décontractées, pour 2,5 milliards de dollars.

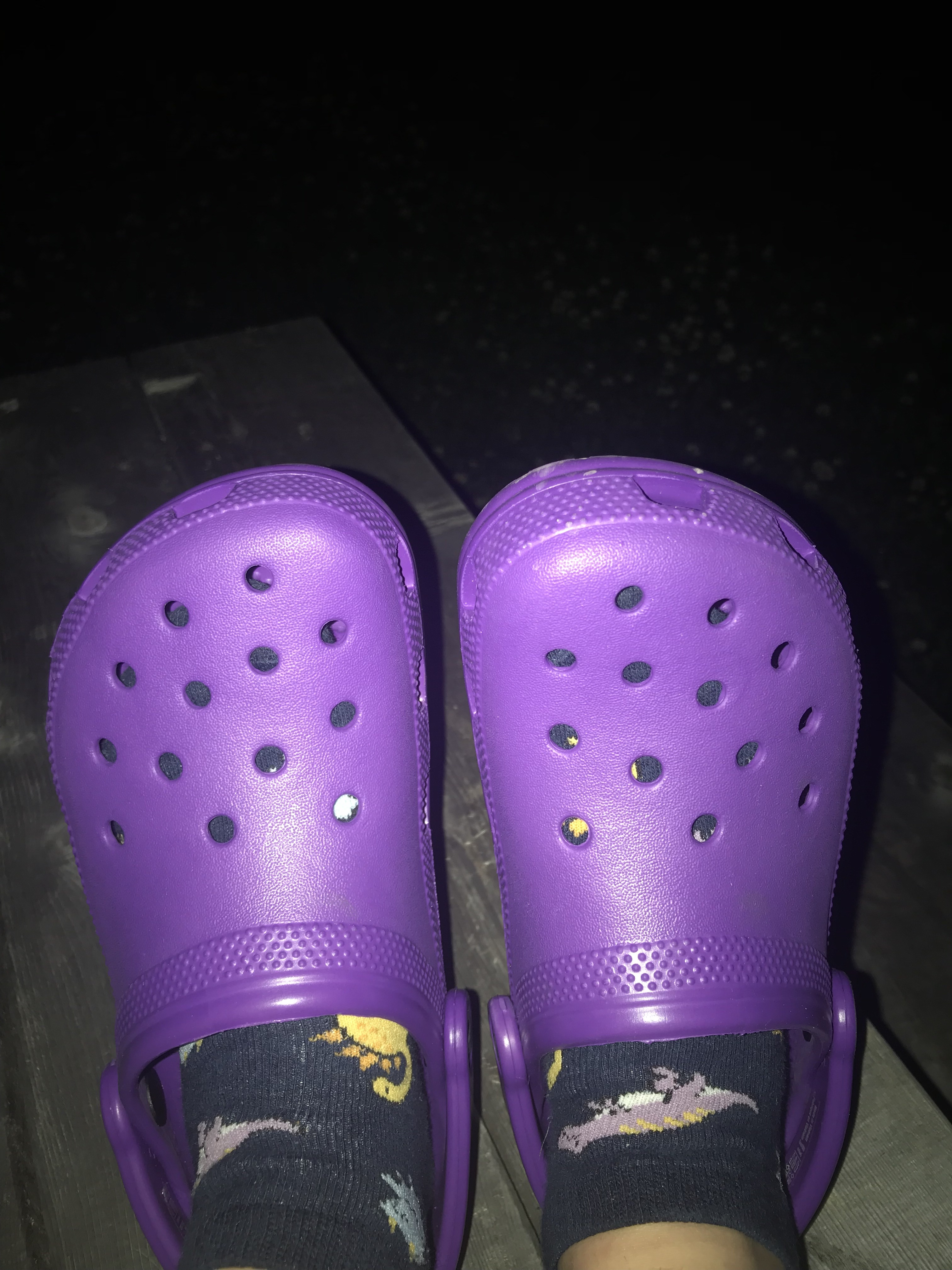
Une paire de Crocs.

## Principaux actionnaires
Au 23 septembre 2021.
| Blackstone Corporate Private Equity | 11,0% |
| Fidelity Management & Research      | 10,3% |
| The Vanguard Group                  | 9,87% |
| Miller Value Partners               | 7,98% |
| Daruma Capital Management           | 6,65% |
| Franklin Mutual Advisers            | 6,23% |
| TCW Asset Management                | 6,00% |
| Cramer Rosenthal McGlynn            | 5,27% |
| Tiger Global Management             | 4,97% |
| Tiger Consumer Management           | 4,89% |

## Sites de production
En août 2018, l'entreprise annonce l'externalisation de sa production et la fermeture de sa dernière usine en Italie (à Maserà di Padova) après en avoir fermé une au Mexique.

### Radio
- « La crocs, y a-t-il une essence du moche ? », Objets inattendus de la philosophie, Les chemins de la philosophie, France Culture, par Géraldine Mosna-Savoye et Adèle Van Reeth, le 17 septembre 2021